# Démographie des Deux-Sèvres
La démographie des Deux-Sèvres est caractérisée par une faible densité et une population croît depuis les années 1960.
Avec ses 375 415 habitants en 2022, le département français des Deux-Sèvres se situe en 63e position sur le plan national.
En six ans, de 2015 à 2021, sa population s'est accrue de près de 200 unités, c'est-à-dire de plus ou moins 30 personnes par an. Mais cette variation est différenciée selon les 256 communes que comporte le département.
La densité de population des Deux-Sèvres, 62,6 habitants par kilomètre carré en 2022, est deux fois inférieure à celle de la France entière qui est de 107,1 hab./km2 pour la même année.

## Évolution démographique du département des Deux-Sèvres
Après une légère baisse entre 1990 et 1999, la population du département repart à la hausse entre 1999 et 2006, avec plus de 15 000 habitants gagnés (ce qui correspond à une augmentation annuelle de +0,62 %, soit proche de la moyenne nationale de +0,69 % et de la moyenne régionale de +0,71 %).
L'accroissement de la population est à 80 % dû au solde migratoire, et à 20 % au solde naturel.
Entre 2006 et 2010 l'augmentation de la population se poursuit, avec près de 10 000 habitants supplémentaires et une hausse annuelle qui augmente également (+0,64 %/an), devançant désormais celle du département de la Vienne voisin (+0,52 %/an). Dans la région, seul le département de la Charente-Maritime connait une croissance plus élevée (+0,70 %/an). 
En 2022, le département comptait 375 415 habitants, en évolution de +0,18 % par rapport à 2016 (France hors Mayotte : +2,11 %).
| 1791 | 1801    | 1806    | 1821    | 1826    | 1831    | 1836    | 1841    | 1846    |
| ---- | ------- | ------- | ------- | ------- | ------- | ------- | ------- | ------- |
| -    | 241 916 | 254 105 | 279 845 | 288 260 | 294 850 | 304 105 | 310 203 | 320 685 |

| 1851    | 1856    | 1861    | 1866    | 1872    | 1876    | 1881    | 1886    | 1891    |
| ------- | ------- | ------- | ------- | ------- | ------- | ------- | ------- | ------- |
| 323 615 | 327 846 | 328 817 | 333 155 | 331 243 | 336 655 | 350 103 | 353 766 | 354 282 |

| 1896    | 1901    | 1906    | 1911    | 1921    | 1926    | 1931    | 1936    | 1946    |
| ------- | ------- | ------- | ------- | ------- | ------- | ------- | ------- | ------- |
| 346 694 | 342 474 | 339 466 | 337 627 | 310 060 | 309 820 | 308 481 | 308 841 | 312 756 |

| 1954    | 1962    | 1968    | 1975    | 1982    | 1990    | 1999    | 2006    | 2011    |
| ------- | ------- | ------- | ------- | ------- | ------- | ------- | ------- | ------- |
| 312 842 | 321 118 | 326 467 | 335 829 | 342 812 | 345 965 | 344 392 | 359 711 | 370 939 |

| 2016    | 2021    | 2022    | - | - | - | - | - | - |
| ------- | ------- | ------- | - | - | - | - | - | - |
| 374 743 | 374 587 | 375 415 | - | - | - | - | - | - |

## Population par divisions administratives

### Arrondissements
Le département des Deux-Sèvres comporte trois arrondissements. La population se concentre principalement sur l'arrondissement de Niort, qui recense 53 % de la population totale du département en 2022, avec une densité de 82 hab./km2, contre 29 % pour l'arrondissement de Bressuire et 17 % pour celui de Parthenay.
| Arrondissement  | Population(2022) | Variation(2022/2016)                       | Superficie(km2) | Densité(hab./km2) |
| --------------- | ---------------- | ------------------------------------------ | --------------- | ----------------- |
| Niort           | 200 497          | en évolution de +0,66 % par rapport à 2016 | 2 445,1         | 82                |
| Bressuire       | 109 509          | en évolution de +0,11 % par rapport à 2016 | 1 938,9         | 56,5              |
| Parthenay       | 65 409           | en évolution de −1,15 % par rapport à 2016 | 1 615,4         | 40,5              |
| Source : Insee. |                  |                                            |                 |                   |

### Communes de plus de5 000 habitants
Sur les 256 communes que comprend le département des Deux-Sèvres, 37 ont en 2021 une population municipale supérieure à 2 000 habitants, douze ont plus de 5 000 habitants et quatre ont plus de 10 000 habitants : Niort, Bressuire, Thouars et Parthenay.
Les évolutions respectives des communes de plus de 5 000 habitants sont présentées dans le tableau ci-après.
| Commune               | Population(2022) | Variation(2022/2016)                        | Superficie(km2) | Densité(hab./km2) |
| --------------------- | ---------------- | ------------------------------------------- | --------------- | ----------------- |
| Niort                 | 60 074           | en évolution de +1,81 % par rapport à 2016  | 68,2            | 880,9             |
| Bressuire             | 19 860           | en évolution de +1,85 % par rapport à 2016  | 180,59          | 110               |
| Thouars               | 13 949           | en évolution de −0,75 % par rapport à 2016  | 81,48           | 171,2             |
| Parthenay             | 10 121           | en évolution de −2,57 % par rapport à 2016  | 11,38           | 889,4             |
| Mauléon               | 8 585            | en évolution de +1,01 % par rapport à 2016  | 120,64          | 71,2              |
| Saint-Maixent-l'École | 7 433            | en évolution de +10,02 % par rapport à 2016 | 5,22            | 1 423,9           |
| Chauray               | 7 173            | en évolution de +3,49 % par rapport à 2016  | 14,5            | 494,7             |
| Melle                 | 5 790            | -                                           | 65,34           | 88,6              |
| La Crèche             | 5 681            | en évolution de +1,88 % par rapport à 2016  | 34,5            | 164,7             |
| Nueil-les-Aubiers     | 5 529            | en évolution de −0,7 % par rapport à 2016   | 98,83           | 55,9              |
| Aiffres               | 5 423            | en évolution de −1,58 % par rapport à 2016  | 25,72           | 210,8             |
| Moncoutant-sur-Sèvre  | 5 100            | -                                           | 92,78           | 55                |
| Source : Insee.       |                  |                                             |                 |                   |

## Structures des variations de population

### Soldes naturels et migratoires depuis 1968
La variation moyenne annuelle est positive mais en baisse depuis les années 1970, passant de 0,4 à 0 %.
Le solde naturel annuel qui est la différence entre le nombre de naissances et le nombre de décès enregistrés au cours d'une même année, a baissé, passant de 0,6 à −0,2 %. La baisse du taux de natalité, qui passe de 16,9 à 9,1 ‰, n'est en fait pas compensée par une baisse du taux de mortalité, qui parallèlement passe de 11,1 à 10,8 ‰.
Le flux migratoire devient positif sur la période courant de 1968 à 2021, passant de −0,1 à 0,2 %. 
| Indicateurs démographiques                       | 1968 à1975 | 1975 à1982 | 1982 à1990 | 1990 à1999 | 1999 à2010 | 2010 à2015 | 2015 à2021 |
| ------------------------------------------------ | ---------- | ---------- | ---------- | ---------- | ---------- | ---------- | ---------- |
| Variation annuelle moyenne de la population en % | 0,4        | 0,3        | 0,1        | -0,1       | 0,6        | 0,3        | 0,0        |
| - due au solde naturel en %                      | 0,6        | 0,3        | 0,2        | 0,1        | 0,1        | 0,1        | -0,2       |
| - due au solde apparent des entrées sorties en % | -0,1       | -0,0       | -0,1       | -0,1       | 0,5        | 0,2        | 0,2        |
| Taux de natalité en ‰                            | 16,9       | 13,8       | 12,2       | 10,9       | 11,4       | 10,7       | 9,1        |
| Taux de mortalité en ‰                           | 11,1       | 10,5       | 10,2       | 10,2       | 9,9        | 10,1       | 10,8       |
| Source : Insee.                                  |            |            |            |            |            |            |            |

### Mouvements naturels sur la période 2014-2022
En 2014, 3 718 naissances ont été dénombrées contre 3 666 décès. Le nombre annuel des naissances a diminué depuis cette date, passant à 3 107 en 2022, indépendamment à une augmentation, mais relativement faible, du nombre de décès, avec 4 499 en 2022. Le solde naturel est ainsi négatif et diminue, passant de 52 à −1 392.
Pour des raisons techniques, il est temporairement impossible d'afficher le graphique qui aurait dû être présenté ici.

## Densité de population
La densité de population est en augmentation depuis 1968, en cohérence avec l'augmentation de la population.
En 2021, la densité était de 62,4 hab./km2.
| 1968 |  | 54.3 |  |

| 1975 |  | 56.0 |  |

| 1982 |  | 57.1 |  |

| 1990 |  | 57.7 |  |

| 1999 |  | 57.4 |  |

| 2010 |  | 61.6 |  |

| 2015 |  | 62.4 |  |

| 2021 |  | 62.4 |  |

## Répartition par sexes et tranches d'âges
La population du département est plus âgée qu'au niveau national.
En 2021, le taux de personnes d'un âge inférieur à 30 ans s'élève à 31,4 %, soit en dessous de la moyenne nationale (35,1 %). À l'inverse, le taux de personnes d'âge supérieur à 60 ans est de 30,9 % la même année, alors qu'il est de 26,6 % au niveau national.
En 2021, le département comptait 183 771 hommes pour 190 816 femmes, soit un taux de 50,94 % de femmes, légèrement inférieur au taux national (51,61 %).
Les pyramides des âges du département et de la France s'établissent comme suit.
| Hommes | Classe d’âge | Femmes |
| ------ | ------------ | ------ |
| 1,1    | 90 ou +      | 2,5    |
| 8,6    | 75-89 ans    | 11,1   |
| 18,8   | 60-74 ans    | 19,5   |
| 20,9   | 45-59 ans    | 20,4   |
| 17,3   | 30-44 ans    | 17     |
| 15,6   | 15-29 ans    | 13,3   |
| 17,7   | 0-14 ans     | 16,2   |

| Hommes | Classe d’âge | Femmes |
| ------ | ------------ | ------ |
| 0,7    | 90 ou +      | 1,9    |
| 7,0    | 75-89 ans    | 9,5    |
| 16,6   | 60-74 ans    | 17,5   |
| 20,0   | 45-59 ans    | 19,5   |
| 18,8   | 30-44 ans    | 18,3   |
| 18,3   | 15-29 ans    | 16,7   |
| 18,6   | 0-14 ans     | 16,7   |

## Répartition par catégories socioprofessionnelles
La catégorie socioprofessionnelle des retraités est surreprésentée par rapport au niveau national. Avec 32,4 % en 2021, elle est 5,6 points au-dessus du taux national (26,8 %). La catégorie socioprofessionnelle des autres personnes sans activité professionnelle est quant à elle sous-représentée par rapport au niveau national. Avec 12,4 % en 2021, elle est 4,6 points en dessous du taux national (17 %).
| Catégorie socioprofessionnelle                    | 2015    | 2015 | 2021    | 2021 | Détails de l'année 2021 | Détails de l'année 2021 | Détails de l'année 2021            | Détails de l'année 2021            | Détails de l'année 2021            |
| Catégorie socioprofessionnelle                    | Nb      | %    | Nb      | %    | Hommes                  | Femmes                  | Part en % de la population âgée de | Part en % de la population âgée de | Part en % de la population âgée de |
| Catégorie socioprofessionnelle                    | Nb      | %    | Nb      | %    | Hommes                  | Femmes                  | 15 à 24 ans                        | 25 à 54 ans                        | 55 ans ou +                        |
| ------------------------------------------------- | ------- | ---- | ------- | ---- | ----------------------- | ----------------------- | ---------------------------------- | ---------------------------------- | ---------------------------------- |
| Agriculteurs exploitants                          | 6 463   | 2,1  | 5 616   | 1,8  | 4 395                   | 1 221                   | 0,3                                | 2,7                                | 1,3                                |
| Artisans, commerçants, chefs d'entreprise         | 10 362  | 3,4  | 10 510  | 3,4  | 7 377                   | 3 133                   | 0,7                                | 5,7                                | 1,9                                |
| Cadres et professions intellectuelles supérieures | 18 797  | 6,1  | 21 036  | 6,7  | 11 984                  | 9 051                   | 1,1                                | 12,2                               | 3,1                                |
| Professions intermédiaires                        | 37 898  | 12,4 | 39 096  | 12,5 | 17 953                  | 21 143                  | 8,1                                | 22,6                               | 4,3                                |
| Employés                                          | 49 410  | 16,1 | 48 813  | 15,6 | 11 162                  | 37 650                  | 17,1                               | 25,3                               | 6,2                                |
| Ouvriers                                          | 48 818  | 15,9 | 47 307  | 15,1 | 36 322                  | 10 985                  | 20,4                               | 24,2                               | 5,3                                |
| Retraités                                         | 98 887  | 32,3 | 101 397 | 32,4 | 47 720                  | 53 677                  | 0,0                                | 0,2                                | 70,9                               |
| Autres personnes sans activité professionnelle    | 35 565  | 11,6 | 38 766  | 12,4 | 15 396                  | 23 370                  | 52,2                               | 7,1                                | 7,0                                |
| Ensemble                                          | 306 200 | 100  | 312 542 | 100  | 152 310                 | 160 232                 | 100                                | 100                                | 100                                |
| Sources : Insee,.                                 |         |      |         |      |                         |                         |                                    |                                    |                                    |

## La population immigrée
La population étrangère est très faible (6 365 en 1999, soit 1,85 % de la population totale du département, contre 7,4 % à l'échelle de la France). Parmi celle-ci, plus de la moitié (58 %) provient de l'Union européenne, soit 3 681 personnes, dont 1 167 portugais (soit un tiers des immigrés de l'UE), 676 espagnols et 610 britanniques. 2 684 étrangers hors UE résident dans le département, parmi lesquels les marocains et les algériens sont majoritaires (383 et 246 respectivement). La communauté portugaise est fortement implantée dans la région de Cerizay, du fait de la présence du groupe de construction automobile Heuliez. À noter la présence de la communauté britannique de plus en plus forte dans le département, par domiciliation secondaire mais aussi principale en milieu rural, principalement dans le Sud du département. 
La part des immigrés ayant acquis la nationalité française s'élève à 41 % en 1999.